# 5.9千年事件

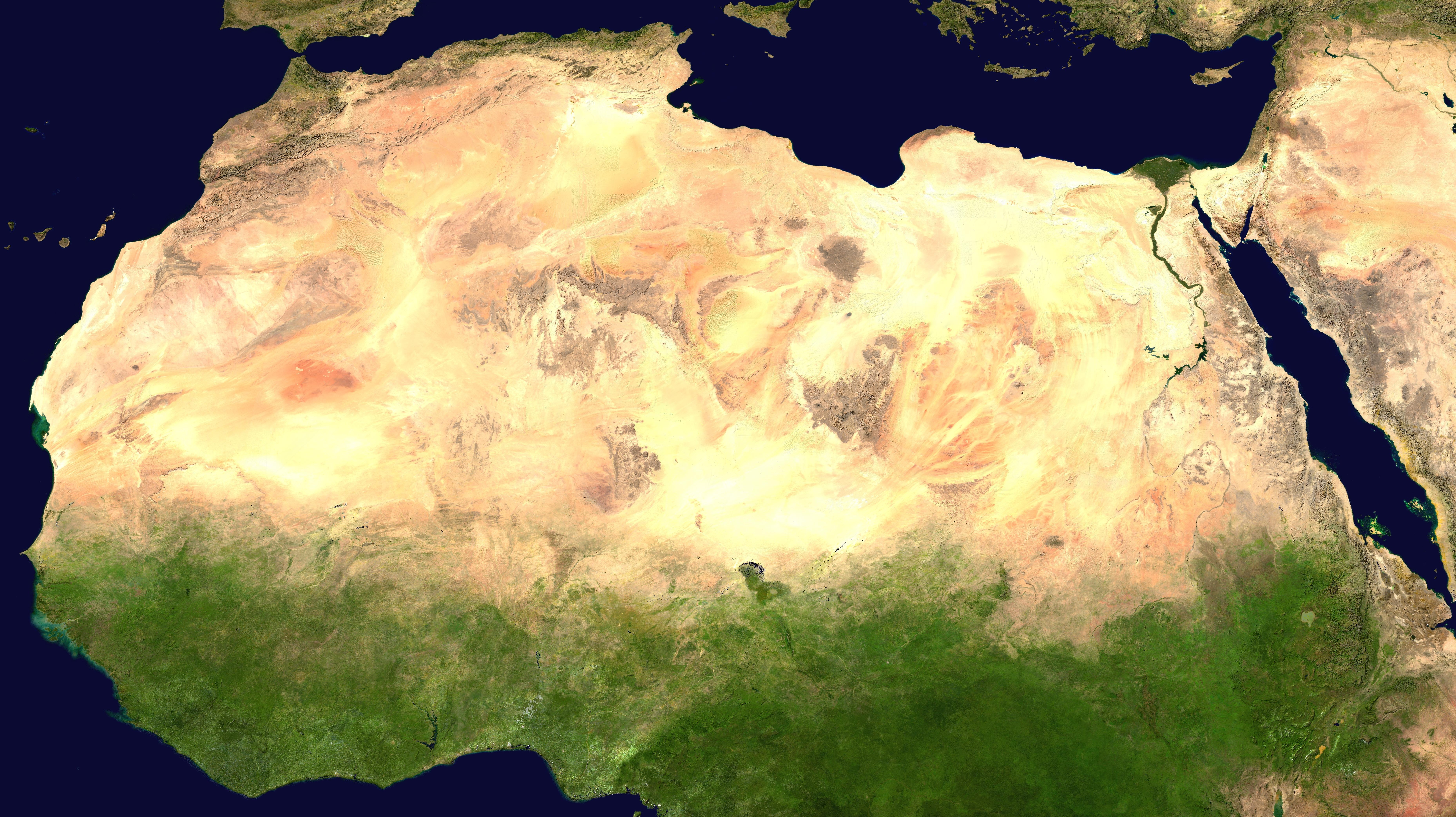
刚果雨林与撒哈拉的卫星照片

5.9千年事件是全新世一场强烈的干旱事件，发生在5,900年前，即公元前3,900年。结束了新石器亚雨期（非洲濕潤時期），可能开始了撒哈拉的沙漠化进程。因此，这一事件触发了全北非范围内的人类迁居于河谷，例如从北非迁往尼罗河谷，大量人口突然聚集在尼羅河，导致了公元前的第4个千年的第一个人类国家的出现，為後來古埃及乃至身受其影響的西方文明確立了基石。

## 原因
傑拉德·克拉克·邦德于1997年提出，5.9千年事件源自北大西洋的冰山漂流以及其它原因产生的每1470± 500年的北大西洋准周期冷却。由于某些原因，这些早期的干旱事件，包括8.2千年事件，都跟随着恢复过程，例如撒哈拉地区在10,000至6,000年前的湿润环境。但5.9千年事件之后最多出现了部分恢复，之后是又过了一个千年后的快速干旱。1998年，Mauro Cremaschi给出了利比亚西南的快速干旱的证据，风蚀加剧、沙侵、岩石崩塌。
在1999年提出的一个模型，认为第4次“1500年氣候週期”的冷却事件产生了荒漠化。
5.9千年事件在中国的洱海沉积中是一个变冷事件。

## 后果
5.9千年事件在中东造成了欧贝德文化的突然结束。